# Distrito electoral de South Dry Creek (condado de Pierce, Nebraska)
South Dry Creek (en inglés: South Dry Creek Precinct) es un distrito electoral ubicado en el condado de Pierce en el estado estadounidense de Nebraska. En el Censo de 2010 tenía una población de 163 habitantes y una densidad poblacional de 1,77 personas por km².

## Geografía
South Dry Creek se encuentra ubicado en las coordenadas 42°18′25″N 97°46′34″O / 42.30694, -97.77611. Según la Oficina del Censo de los Estados Unidos, South Dry Creek tiene una superficie total de 92.1 km², de la cual 92.1 km² corresponden a tierra firme y (0%) 0 km² es agua.

## Demografía
Según el censo de 2010, había 163 personas residiendo en South Dry Creek. La densidad de población era de 1,77 hab./km². De los 163 habitantes, South Dry Creek estaba compuesto por el 98.16% blancos, el 0% eran afroamericanos, el 0% eran amerindios, el 0% eran asiáticos, el 0% eran isleños del Pacífico, el 1.23% eran de otras razas y el 0.61% pertenecían a dos o más razas. Del total de la población el 3.07% eran hispanos o latinos de cualquier raza.